# Ayr Scottish Eagles
Die Ayr Scottish Eagles waren ein Eishockeyclub der Stadt Ayr in Schottland. Sie spielten in der Ice Hockey Superleague. Die Spiele wurden in der Centrum Arena ausgetragen, das bei Eishockeyspielen eine Kapazität von 2.745 Plätzen hatte.

## Geschichte
Das Team wurde im Jahr 1996 gegründet und nahm den Spielbetrieb in der Ice Hockey Superleague auf. In ihrer ersten Spielzeit errangen die Eagles in 42 Partien 48 Punkte, womit sie den dritten Rang in der Superleague belegten. In der Saison 1997/98 gewann das Team mit 73 Punkten erstmals die britische Eishockey-Meisterschaft. In 45 Partien erzielten die Schotten 200 Tore, mit 113 Gegentreffern sowie 957 Strafminuten war das Team auch in diesen Statistiken führend. In den folgenden zwei Spielzeiten erreichte die Mannschaft mit 42 bzw. 43 Punkten nur mäßige Mittelfeldplatzierungen. Auch in den folgenden Jahren konnte das Team nicht mehr um den Meistertitel mitspielen. Zwar erreichten die Eagles in der Saison 2001/02 den zweiten Rang, lagen jedoch mit 49 Punkten deutlich hinter den Belfast Giants, die 70 Punkten sammeln konnten. Für die Spielzeit 2002/03 änderten die Schotten den Vereinsnamen in Scottish Eagles. Die Mannschaft bestritt noch acht Partien, bevor das Team aufgrund finanzieller Probleme aufgelöst werden musste.
Darüber hinaus nahm die Mannschaft in der Saison 1998/99 als amtierender Britischer Meister an der European Hockey League teil.